# Panzergrenadierbrigade 5
Die Panzergrenadierbrigade 5 „Kurhessen“ mit Stab zuletzt in Homberg (Efze) war ein Verband des deutschen Heeres. Die Brigade war in Nordhessen und Südniedersachsen stationiert. Sie wurde 1956 aufgestellt und 1996 außer Dienst gestellt.

## Geschichte

### Vorgeschichte als Kampfgruppe in der Heeresstruktur 1
Zur Einnahme der Heeresstruktur 1 wurde im Juli 1956 die Kampfgruppe B 2 mit Standort des Stabes in Goslar neu aufgestellt. Zur Aufstellung wurde Teile des Bundesgrenzschutzes herangezogen. Die Kampfgruppe B 2 unterstand der 2. Grenadierdivision. Der Kampfgruppenstab verlegte am 1. September 1956 nach Holzminden und im März 1957 nach Kassel. Der Kampfgruppenstab der Kampfgruppe B 2 führte folgende Truppenteile:
- Kampfgruppenstab Kampfgruppe B 2, Kassel[2]
  -  (Panzer–)Aufklärungsbataillon 2,[2][1] Kassel/Fritzlar[1]
  -  Flugabwehrbataillon 2,[2] Niederlahnstein[1]
  -  Panzerbataillon 2,[2] Hemer[1]
  -  Grenadierbataillon 12,[2] Höxter/Göttingen[1]
  -  Grenadierbataillon 22,[2] Fritzlar[1]
  -  Grenadierbataillon 32,[2] Wolfenbüttel[1]
  -  Grenadierbataillon 42[2] „Hessische Jäger“[1], Kassel[1]
  -  (Panzer–)grenadierbataillon 52,[2][1] Wildflecken[1]

### Heeresstruktur 2
Zur Einnahme der Heeresstruktur 2 wurde zum 15. März 1959 die Kampfgruppe B 2 in die Panzergrenadierbrigade 5 umgegliedert. Die Panzergrenadierbrigade 5 wurde der 2. Panzergrenadierdivision unterstellt. 1961 verlegte der Brigadestab nach Homberg (Efze). Die 4. Kompanie des Pionierbataillons 2 wechselte 1959 als Panzerpionierkompanie 50 zur Panzergrenadierbrigade 5. 1960 unterstanden der Brigade die Panzergrenadierbataillone 51, 52 und 53, das Panzerbataillon 54, das Feldartilleriebataillon 55, das Versorgungsbataillon 56, die Panzerjägerkompanie 50 und die Panzerpionierkompanie 50. 1975 wechselte die Panzerjägerkompanie 50 aus Wolfhagen zur Panzerbrigade 34 und wurde in Panzerjägerkompanie 340 umbenannt.

### Heeresstruktur 3
Ab 1976 war die Brigade eine der Testbrigaden zum Test einer neuen Heeresstruktur, so dass sie stark umgegliedert wurde. Bis 1980 war dieser Versuch beendet und die Brigade gliederte erneut stark um. Ihr unterstanden jetzt das gemischte Panzergrenadierbataillon 51, das Panzergrenadierbataillon 52 (vormals Nr. 51 in Rotenburg an der Fulda), das Panzergrenadierbataillon 53, das Panzerartilleriebataillon 55, die  neue Panzerjägerkompanie 50, die Nachschubkompanie 50, die Instandsetzungskompanie 50, die Panzerpionierkompanie 50, das Feldersatzbataillon 24 und das Jägerbataillon 26. Das während der Zeit als Modellbrigade aufgestellte Panzerbataillon 53 wurde wieder aufgelöst, 1980 wurde auch das bisher unterstellte Jägerbataillon 56 aufgelöst.

### Heeresstruktur 4
Die Brigade umfasste im Herbst 1989 in der Friedensgliederung etwa 3150 Soldaten. Die geplante Aufwuchsstärke im Verteidigungsfall betrug rund 3550 Soldaten. Zum Aufwuchs war die Einberufung von Reservisten und die Mobilmachung von nicht aktiven Truppenteilen vorgesehen. Zum Ende der Heeresstruktur 4 im Herbst 1989 war die Brigade weiter Teil der 2. Panzergrenadierdivision  und gliederte sich grob in folgende Truppenteile:
- Stab/Stabskompanie Panzergrenadierbrigade 5, Homberg an der Efze
  -  Panzerjägerkompanie 50, Homberg an der Efze
  -  Panzerpionierkompanie 50, Fritzlar
  -  Nachschubkompanie 50, Homberg an der Efze
  -  Instandsetzungskompanie 50, Homberg an der Efze
  -  Panzergrenadierbataillon 51 (teilaktiv), Homberg an der Efze
  -  Panzergrenadierbataillon 52, Rotenburg an der Fulda
  -  Panzergrenadierbataillon 53, Fritzlar
  -  Panzerbataillon 54, Hessisch Lichtenau
  -  Panzerartilleriebataillon 55, Homberg an der Efze

1989 wurde der Brigade der Beiname „Kurhessen“ verliehen.

### Heeresstruktur 5 bis zur Auflösung
1993 wurden der Brigade das Panzerbataillon 63 und das Panzerbataillon 64 unterstellt.
Als die 2. Panzergrenadierdivision 1994 aufgelöst wurde, wechselte die Brigade zur 5. Panzerdivision (Mainz). In der Heeresstruktur 5 unterstanden der Brigade-Stab und Stabskompanie, die Panzergrenadierbataillone 52 und 53, die Panzerbataillone 63 und 64, das Panzerartilleriebataillon 55, die Panzerjägerkompanie 130, die Panzerpionierkompanie 50, die Panzeraufklärungskompanie 50 und die Feldersatzkompanie 50.
Mit Wirkung zum 1. Juli 1996 wurde die Panzergrenadierbrigade 5 von ihrem Auftrag entbunden und gekadert. Als nichtaktiver Verband wurde sie der Panzerbrigade 14 "Hessischer Löwe" unterstellt. Zum 31. Dezember 2003 erfolgte die endgültige Auflösung der Panzergrenadierbrigade 5.

## Kommandeure
Folgende Kommandeure hatte die Panzergrenadierbrigade 5 (Dienstgrad bei Kommandoübernahme):
| Nr. | Name                                       | Kommandeur von  | Kommandeur bis     |
| --- | ------------------------------------------ | --------------- | ------------------ |
| 15  | Oberstleutnant Wolfgang Kappen             | 1. März 1995    | 30. Juni 1995      |
| 14  | Oberst Peter Goebel                        | 1. Januar 1995  | 28. Februar 1995   |
| 13  | Oberst Max Asam                            | 1. Oktober 1990 | 31. Dezember 1994  |
| 12  | Oberst Götz Gliemeroth                     | 1. April 1988   | 30. September 1990 |
| 11  | Brigadegeneral Helmut Willmann             | 1. Oktober 1985 | 31. März 1988      |
| 10  | Brigadegeneral Andreas Broicher            | 1. April 1983   | 30. September 1985 |
| 9   | Brigadegeneral Peter Rohde                 | 1. Oktober 1979 | 31. März 1983      |
| 8   | Oberst Ernst-August Schorn                 | 1. Oktober 1976 | 30. September 1979 |
| 7   | Brigadegeneral Horst Frickinger            | 1. Oktober 1973 | 30. September 1976 |
| 6   | Brigadegeneral Wolfram von Eichel-Streiber | 1. Oktober 1968 | 30. September 1973 |
| 5   | Oberst Ernst Paulsen                       | 1. Oktober 1966 | 30. September 1968 |
| 4   | Brigadegeneral Klaus Schubert              | 1. April 1963   | 30. September 1966 |
| 3   | Brigadegeneral Heinrich Schäfer            | 1. Oktober 1959 | 31. März 1963      |
| 2   | Oberst Gerd Kobe                           | 1. Juli 1957    | 30. September 1959 |
| 1   | Oberst Hermann Weyrauther                  | 1. Juli 1956    | 30. Juni 1957      |

## Verbandsabzeichen

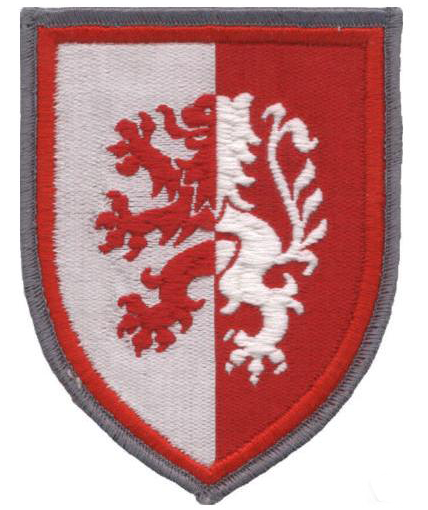
Gewebtes Verbandsabzeichen für den Dienstanzug

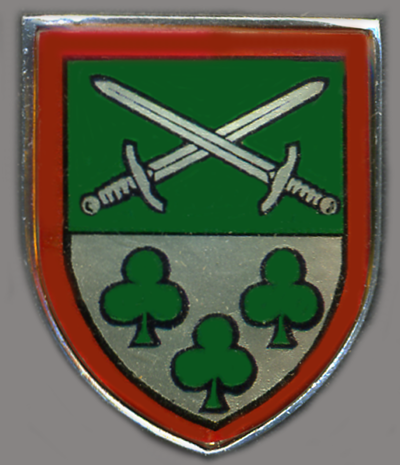
Internes Verbandsabzeichen des Stabes/Stabskompanie

Die Blasonierung des Verbandsabzeichens für den  Dienstanzug der Angehörigen der Panzergrenadierbrigade 5 lautete:
 Rot bordiert, gespalten von Silber und Rot, ein gespaltener, vorne roter, hinten silberner steigender Löwe.
Die Tingierung des Schildes entsprach der Flagge Hessens. Der Löwe ähnelten dem Bunten Löwen („Hessenlöwe“) der Ludowinger aus dem hessischen Landeswappen. Die Verbandsabzeichen der Division und der unterstellten Brigaden waren bis auf die Borde identisch. In der Tradition der Preußischen Farbfolge erhielt das Verbandsabzeichen der Panzergrenadierbrigade 5 als „zweite“ Brigade der Division einen roten Bord.
Da sich die Verbandsabzeichen der Brigaden der Division nur geringfügig unterschieden, wurde gelegentlich auch das interne Verbandsabzeichen des Stabes bzw. der Stabskompanie pars pro toto als „Abzeichen“ der Brigade genutzt. Es nahm den roten Bord des Verbandsabzeichens auf und zeigte neben gekreuzten Schwerten ähnlich wie an den Schirmmützen des Heeres drei grüne Kleeblätter ähnlich wie im Wappen Kassels und mehreren Kommunalwappen im Schwalm-Eder-Kreis.